# Električni orgazam

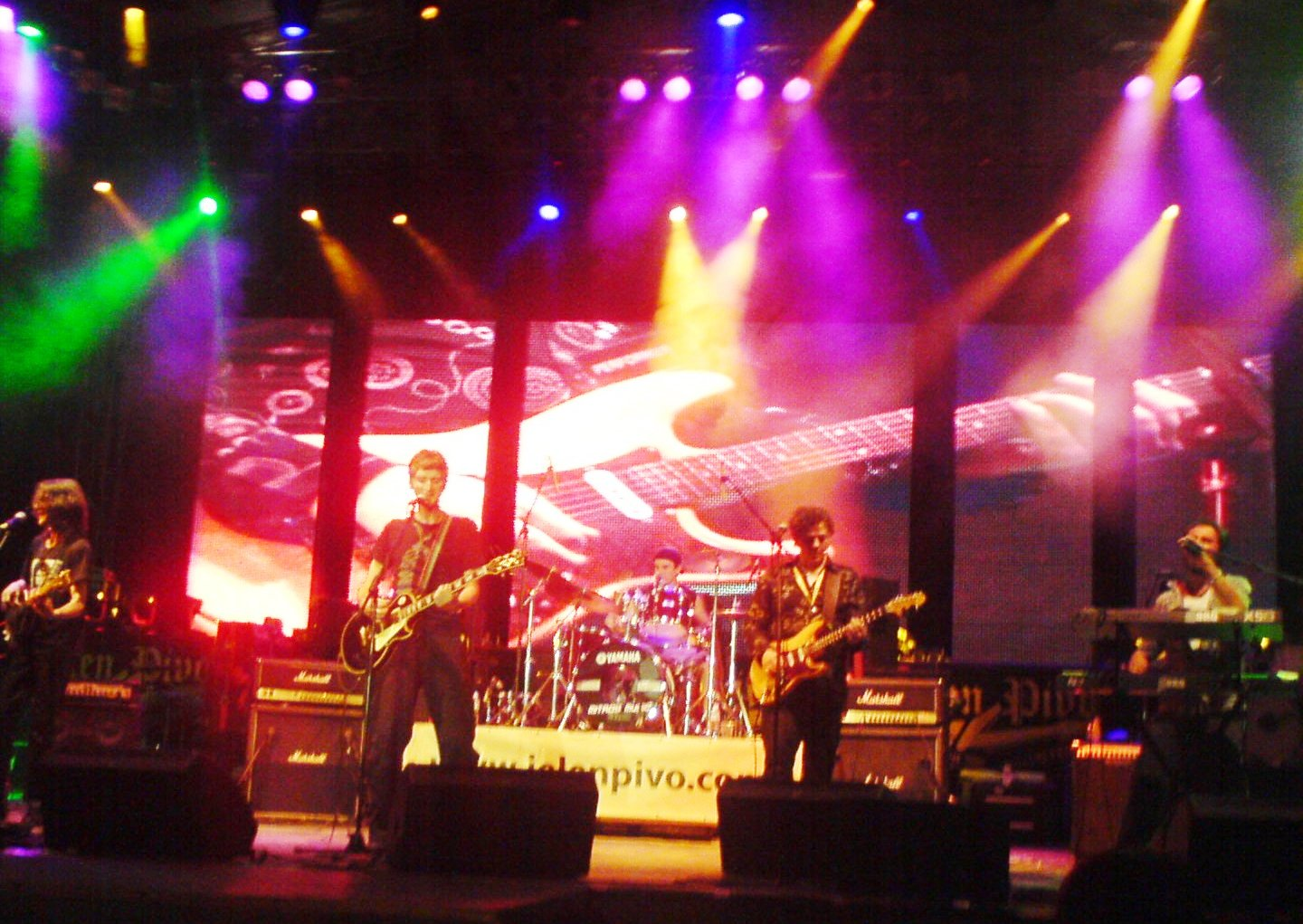
Vystoupení skupiny v roce 2008.

Električni orgazam (v srbské cyrilici Електрични оргазам) je srbská rocková skupina původem z Bělehradu.
Skupina vznikla v lednu 1980 po koncertu skupiny Leb i sol. V hospodě Mornar ji založili Srđan Gojković, Ljubomir Jovanović (tehdejší bubeník a kytarista skupiny Hipnotisano pile a varhaník Ljubomir Đukić. V roce 1981 skupina nahrála spolu s Idoli a Šarlo akrobati své první album Paket aranžman, které se zařadilo mezi jedno z nejpopulárnějších alb tzv. nové vlny v Jugoslávii. V 80. letech koncertoval Električni orgazam nejen v SFRJ, ale i v zahrančí; 6 koncertů odehráli v Polsku (4 ve varšavském klubu Riviera-Remont, jeden v Krakově a jeden v Kališi). Kolem roku 1983 se skupina posunula směrem od punk rocku k mainstreamovému rocku.
V roce 1988 skupina nahrála na Balkáně populární píseň Igra rock'n'roll cela Jugoslavija. Ta byla použita jako soundtrack k filmu Hezké vesnice hezky hoří. Skupina byla rovněž i zmíněna v koprodukčním balkánském filmu Karaula z roku 2006.
V letech 1989–1999 skupina kvůli sólové kariéře hlavního zpěváka Srđana Gojkoviće dlouhodobě nevystupovala.

## Členové
- Srđan Gojković
- Ljubomir Đukić
- Zoran Radomirović
- Blagoje Nedeljković
- Branislav Petrović

## Diskografie
Celkem skupina za svojí kariéru vydala 12 studiových, 7 živých a 3 kompilačních alb.

### Studiová alba
- Paket Aranžman (Jugoton 1981) – spolu s Idoli a Šarlo Akrobata
- Električni Orgazam (Jugoton, 1981)
- Warszawa '81 (Jugoton, 1982)
- Lišće prekriva Lisabon (Jugoton, 1982)
- Les Chansones Populaires (Jugoton, 1983)
- Kako bubanj kaže (Jugoton, 1984)
- Distorzija (Jugoton, 1986)
- Braćo i sestre (Jugoton, 1987)
- Letim, sanjam, dišem (PGP RTB, 1988)
- Seks, droga, nasilje i strah / Balkan Horror Rock (PGP RTB, 1992)
- Balkan Horror Rock II / Live (Master Music, 1993)
- Zašto da ne ! (PGP RTS, 1994)
- Warszawa '81 (Yellow Dog Records, 1996) – vydáno znovu
- Živo i akustično (B 92, 1996)
- A Um Bum (City Records, 1999)
- Harmonajzer (PGP RTS, 2002)
- To Što Vidiš To I Jeste (MT:S, 2010)
- Gde smo sad? (2018)

### Kompilace
- Najbolje pesme 1980-1988 (Jugoton, 1988)
- Najbolje pesme Vol. 2 1992-1999 (PGP RTS, 2002)
- The Ultimate Collection (2xCD, Croatia Records, 2009)

### Singly
- Konobar/I've Got a Feeling (Jugoton, 1981)
- Dokolica (Jugoton, 1982)
- Odelo / Afrika (Jugoton, 1982)
- Locomotion / Metal Guru (Jugoton, 1983)
- Kako bubanj kaže / Tetovirana devojka (Jugoton, 1984)
- Igra rok'en'rol cela Jugoslavija (PGP RTB, 1988)